# Celestial (canção de Ed Sheeran)
"Celestial" é uma canção gravada pelo cantor e compositor inglês Ed Sheeran, lançada como um single pelas editoras discográficas Asylum e Atlantic a 29 de Setembro de 2022. Foi lançada em colaboração com The Pokémon Company e aparece nos créditos finais de Pokémon Scarlet e Violet, lançado a 18 de Novembro de 2022. Sheeran co-escreveu a música ao lado de Steve Mac e Johnny McDaid, e a produziu com Mac. O tema foi lançado junto com o seu vídeo musical, que inclui Sheeran interagindo com uma variedade de Pokémon.
Um remix produzido por Toby Fox também aparece nos créditos do jogo de vídeo Pokémon Scarlet and Violet: The Hidden Treasure of Area Zero, inspirado no filme.

## Vídeo musical
O vídeo musical foi lançado a 29 de Setembro de 2022 e foi realizado por Yuichi Kodama. Ele retrata Sheeran interagindo com uma variedade de Pokémon estilo esboço, incluindo um Snorlax que salva Sheeran de um acidente de carro e um Lapras que o guia ao longo de um rio. As aparições dos Pokémon foram desenhadas pelo diretor de arte Yu Nagaba. De acordo com um artigo da NME, Nagaba imitou a maneira como Sheeran desenhava Pokémon quando era mais jovem.

## Desempenho nas tabelas musicais
Tabelas semanais
| País — Tabela musical (2023)                                | Posição de pico |
| ----------------------------------------------------------- | --------------- |
| Austrália — Top 100 Singles (ARIA Charts)                   | 35              |
| Áustria — Ö3 Austria Top 40                                 | 28              |
| Bélgica (Flandres) — Top 50 Singles (Ultratop)              | 7               |
| Canadá — Hot 100 (Billboard)                                | 63              |
| Croácia — Hrvatska Radiotelevizija                          | 3               |
| República Checa — Rádio Top 100 (FIIF)                      | 2               |
| Dinamarca — Single Top-40 (Hitlisten)                       | 34              |
| França — Top Singles (SNEP)                                 | 73              |
| Alemanha — Top 100 Singles (GfK)                            | 46              |
| Mundo — Global 200 (Billboard)                              | 42              |
| Grécia — International Chart (ΈΕΠΗ)                         | 88              |
| Hungria — Radiós Top 40 (MAHASZ)                            | 22              |
| Irlanda — Singles Top 50 (IRMA)                             | 23              |
| Itália — Top Singoli (FIMI)                                 | 88              |
| Japão — Hot 100 (Billboard)                                 | 45              |
| Japão — Digital Singles (Oricon)                            | 22              |
| Letónia — Airplay Chart (LAIPA)                             | 9               |
| Líbano — The Official Lebanese Top 20                       | 7               |
| Países Baixos — Stichting Nederlandse Top 40                | 7               |
| Países Baixos — Single Top 100 (MegaCharts)                 | 36              |
| Nova Zelândia — Hot Singles (RMNZ)                          | 3               |
| Noruega — Topp 40 Singles (VG-lista)                        | 36              |
| Polónia — Airplay Top 100 (ZPAV)                            | 36              |
| Portugal — Top 100 Singles (AFP)                            | 175             |
| Roménia — Airplay 100 (Radiomonitor)                        | 16              |
| Eslováquia — Rádio Top 100 (IFPI)                           | 1               |
| África do Sul — Singles Chart (RISA)                        | 87              |
| Coreia do Sul — Download Chart (Circle)                     | 71              |
| Suécia — Singles Top 100 (Sverigetopplistan)                | 27              |
| Suíça — Top Singles Top 75 (Schweizer Hitparade)            | 16              |
| Reino Unido — Official Singles Chart Top 100 (OCC)          | 6               |
| Estados Unidos — Bubbling Under Hot 100 Singles (Billboard) | 6               |

Tabelas de fim-de-ano
| País — Tabela musical (2022)                   | Posição de pico |
| ---------------------------------------------- | --------------- |
| Bélgica (Flandres) — Top 50 Singles (Ultratop) | 108             |
| Países Baixos — Stichting Nederlandse Top 40   | 45              |

| País — Tabela musical (2023)                   | Posição de pico |
| ---------------------------------------------- | --------------- |
| Bélgica (Flandres) — Top 50 Singles (Ultratop) | 63              |
| Países Baixos — Stichting Nederlandse Top 40   | 51              |

## Certificações e vendas
| Região — Associação (Vendas) | Certificação |
| ---------------------------- | ------------ |
| Dinamarca — FIIF (45 000)    | Ouro         |
| França — SNEP (100 000)      | Ouro         |
| Itália — FIMI (50 000)       | Ouro         |
| Reino Unido — BPI (400 000)  | Ouro         |